# Schloss Straßburg (Kärnten)
Schloss Straßburg ist der ehemalige Sitz der Bischöfe von Gurk und namensgebend für die gleichnamige Stadt im Kärntner Gurktal.
Das Schloss liegt strategisch günstig auf einem Berg oberhalb der Stadt Straßburg. Seinen Namen erhielt es, weil es die Straße nach Gurk beherrschte.
Die Straßburg wurde 1147 als Strazburch erstmals urkundlich erwähnt. Erbaut wurde sie vom Gurker Bischof Roman I., der die Burg wie auch den Dom zu Gurk erbaute, um seine Unabhängigkeit vom Salzburger Erzbischof zu demonstrieren. Bereits die erste Burg wies in etwa die heutige Größe von rund 70 m Länge auf. Die Straßburg, die bis in die erste Hälfte des 16. Jahrhunderts als Burg (castrum, veste), danach als Schloss bezeichnet wurde, war bis 1783 Sitz der Bischöfe von Gurk. Danach dem Verfall preisgegeben, wurde sie ab den 1950er Jahren wieder instand gesetzt und ist heute wieder größtenteils aufgebaut.

## Geschichte

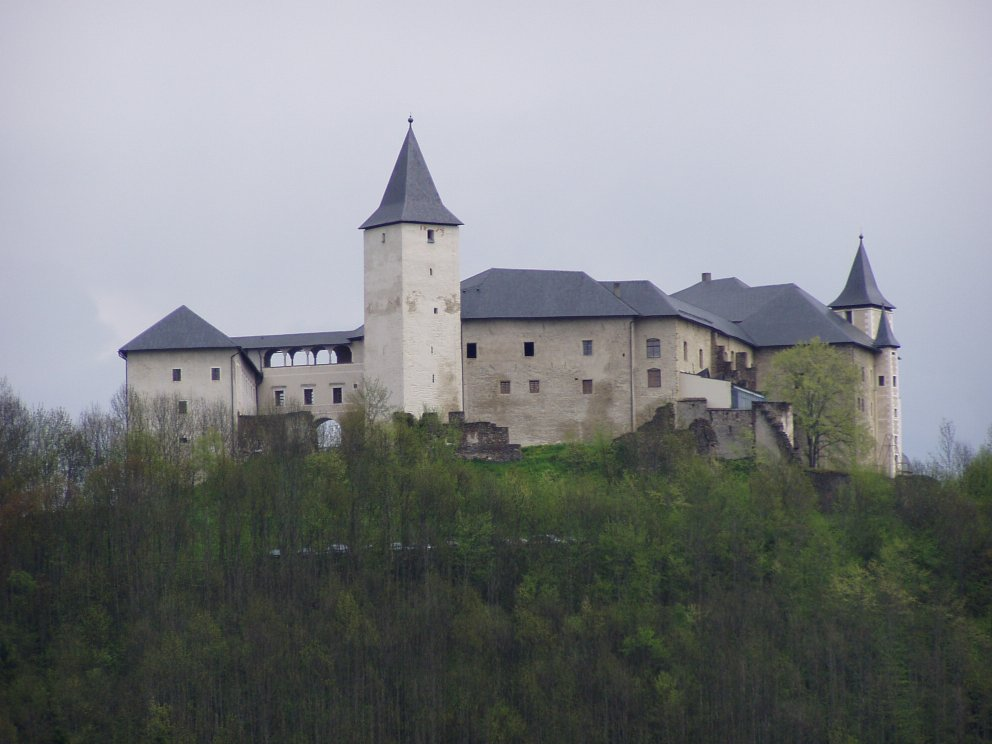
Schloss Straßburg von Westen (Mai 2004). In der Mitte der Faulturm.

Die erste Burg wurde unter Bischof Roman I. (1131–1167) fertiggestellt. Die beiden Wehrtürme stammen aus dieser Zeit und belegen, dass bereits die erste Burg die Ausmaße der heutigen hatte. Die Burg entsprach dem damals im heutigen Österreich geläufigen Burgtyp mit einem gemauerten Bering, einem einfachen Mauertor, einer eingeschoßigen Kapelle (hier dem heiligen Mauritius geweiht) und einem Festen Haus (dem Wohngebäude). Im Zuge der Auseinandersetzungen mit dem Salzburger Erzbischof wurde die Burg 1179 belagert und 1180 weitgehend zerstört. Der Bering ist noch großteils erhalten (z. B. in den Außenmauern des heutigen West- und Nordtraktes bis in 9 m Höhe).
Die Burgkapelle wurde im späten 12. Jahrhundert erbaut, bestehend aus Langhaus, Chorquadrat und Halbkreisapsis. Im 14. Jahrhundert wurde die Kapelle um ein Geschoß erhöht, im 15. Jahrhundert über dem Chorquadrat ein weiteres Geschoß aufgesetzt. Die letzte Erhöhung des Chores fand 1682 statt.
Das ursprüngliche Feste Haus oder Palas war ein zweigeschoßiger Bau an der talseitigen Südseite, westlich der Kapelle. Heute sind noch Teile aus dem 13. Jahrhundert erhalten. Der Palas wurde noch im Mittelalter nach Westen verlängert und Anfang des 17. Jahrhunderts aufgestockt. 1611 wurde das zweiläufige Treppenhaus mit einem rundbogigen Chloritschieferportal vollendet.
Der Faulturm (Bergfried, 8,40 × 7,95 m) wurde gleichzeitig mit der Kapelle erbaut und flankiert das Burgtor. Er war Wehrbau und Wohnsitz von Ministerialen der Gurker Bischöfe. Der ursprünglich viergeschoßige Bau wurde im Spätmittelalter um ein Geschoß erhöht. Vom ursprünglich vorhandenen hölzernen Wehrgang sind nur mehr die Pfostenlöcher erhalten.
Im 14. Jahrhundert wurde außen an die nördliche Ringmauer der östliche Turm errichtet. Hier befinden sich im Erd- und ersten Obergeschoß je eine – heute noch erhaltene – Rauchkuchl. Der westliche Turm oder Münzturm wurde im 15. Jahrhundert errichtet. Vor 1450 wurde dem Palas hofseitig eine zweigeschoßige Laube vorgebaut. Um die Mitte des 15. Jahrhunderts wurde der äußere Mauerring verstärkt.
Nach 1450 wurde der zweigeschoßige Westtrakt hofseitig an den Bering angebaut, die nordseitige Ringmauer erhöht, das Feste Haus umgebaut und auf die heutige Höhe aufgestockt und die Kapelle, wie erwähnt, aufgestockt. Diese Bauphase lässt sich durch gotische Fenster-, Tür- und Gewölbeformen erkennen. Diese Baumaßnahmen werden Fürstbischof Ulrich III. Sonnenberger (1453–1469) zugeschrieben. Um 1500 wurde der zweigeschoßige Nordtrakt errichtet.
1583/84 wurde im Nordwesten das Stall- und Kastengebäude errichtet nach Plänen von Johann Anton Verda, der auch am Bau des Klagenfurter Landhauses beteiligt war. Der dreigeschoßige, längsrechteckige Bau beherbergte im Erdgeschoß den Pferdestall, darüber den Schüttboden (jeweils dreischiffige Hallen mit Kreuzgewölbe) und den Saal. 1611 wurde der Südtrakt ausgebaut (siehe oben) und 1634 südlich der Kapelle ein Treppentürmchen errichtet.
Danach verfiel die Burg teilweise. Zum einen waren Brände (1638, 1650) daran schuld, zum anderen mangelndes Interesse der Bischöfe (wie Sigismund Franz, Erzherzog von Österreich), die als kaiserliche Gesandte sich nie auf der Straßburg aufhielten.
Unter Fürstbischof Kardinal Johann VIII. Freiherren von Goess wurde die Straßburg zur barocken Residenz ausgebaut. Zwischen 1680 und 1690 wurden die zweigeschoßigen Arkadengänge, die den Trakten hofseitig vorgelagert sind, vom Steinmetz Johannes Payr erbaut. Ursprünglich entsprach ein Bogen der rundbogigen Pfeilerarkaden im Erdgeschoß zwei Bögen der toskanischen Säulenarkaden im Obergeschoß (beim Wiederaufbau 1962 wurde diese klare Gliederung nicht wiederhergestellt). Die Hofwände wurden durch waagrecht laufende Putzbänder und Sgraffitodekor verziert. Stilistisch ist der Schlosshof der Renaissance verpflichtet. 1685 wurde das in den Zwinger führende Barockportal errichtet, ein Jahr später das Haupttor (an der Stelle des romanischen Haupttores). Die Kapelle wurde mit stark plastischem Stuckdekor und mit Wandmalereien von Adam Claus ausgestattet.
Bei einem Erdbeben am 21. November 1767 wurde das Schloss schwer beschädigt. Nachdem 1783 die Residenz der Bischöfe nach Schloss Pöckstein verlegt worden war, verfiel das Schloss mehr und mehr. 1858 und 1904 kam es durch Blitzschlag zu Bränden. 1954 wurde aus Sicherungsgründen sogar ein Demolierungsbescheid erlassen. Durch die dadurch veranlassten Bemühungen begannen ab 1956 Rettungs- und später auch Wiederaufbaumaßnahmen. Heute ist das Schloss großteils wiederhergestellt.

## Heutige Nutzung
Heute ist das Schloss öffentlich zugänglich. Im Schloss befinden sich:
- Kulturring Schloß Straßburg (Veranstalter)
- Volkskundliche Sammlungen
- Ausstellung „Frauenkunstwerke“ (Sammlung Werkmann)
- Ausstellung „Straßburg - Fürstenresidenz und Bischofsstadt“
- Pfeifenmuseum (Sammlung Sabitzer)
- Restaurant